# Katharina Liensberger
Katharina Liensberger, född 1 april 1997, är en österrikisk alpin skidåkare som debuterade i världscupen den 12 januari 2016 i Flachau i Österrike. Hennes första pallplats i världscupen kom när hon blev trea i slalom den 8 januari 2019 i Flachau i Österrike.
Liensberger deltog i olympiska vinterspelen 2018 och ingick i det österrikiska lag som vann silver i lagtävlingen. Hon vann även silver med Österrikes lag i lagtävlingen vid världsmästerskapen 2019 i Åre i Sverige. Vid olympiska vinterspelen 2022 i Peking tog Liensberger silver i slalom.